# Furto de metal

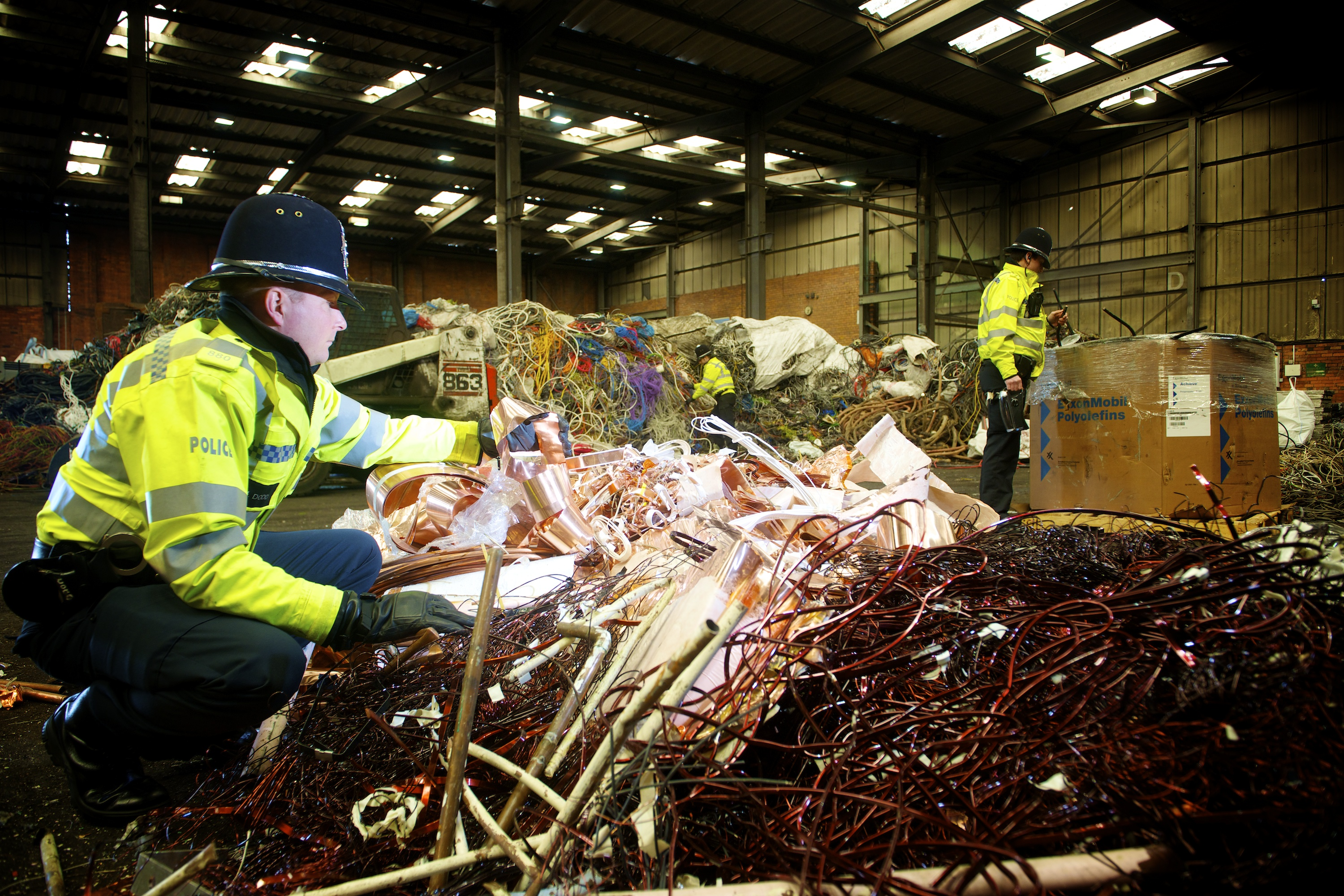
Policiais britânicos verificando se há metal roubado em um comerciante de sucata

O furto de metal é "o furto de itens pelo valor de seus metais constituintes". Geralmente aumenta quando os preços mundiais da sucata de metal aumentam, como aconteceu devido à rápida industrialização na Índia e na China. Além de metais preciosos, como ouro e prata, os metais mais comumente furtados são metais não ferrosos, como cobre, alumínio, latão e bronze. No entanto, mesmo ferro fundido e aço estão tendo taxas mais altas de roubo devido ao aumento dos preços da sucata.
Uma característica definidora do furto de metal é a motivação. Enquanto outros itens geralmente são furtados por seu valor extrínseco, os itens envolvidos no roubo de metal são roubados por seu valor intrínseco como matéria-prima ou commodities. Os furtos geralmente têm consequências negativas muito maiores do que o valor do metal furtado, como a destruição de estátuas valiosas, interrupções de energia e a interrupção do tráfego ferroviário.

## Itens frequentemente furtados
Qualquer coisa feita de metal tem valor como sucata e pode ser roubada:
- Tampas de bueiro[4]
- Fiação de cobre ou tubos de cobre de casas ou outros edifícios
- Fiação elétrica da empresa de serviços públicos (especialmente cabos de energia) e transformadores
- Barris de cerveja de alumínio ou aço inoxidável
- Estátuas de bronze ou latão, monumentos e placas comemorativas
- Conversores catalíticos de veículos motorizados (contêm metais preciosos)
- Unidades de ar condicionado[5]
- Trilhos
- Cruzes de metal e outros ornamentos de cemitérios

## Motivações para o furto

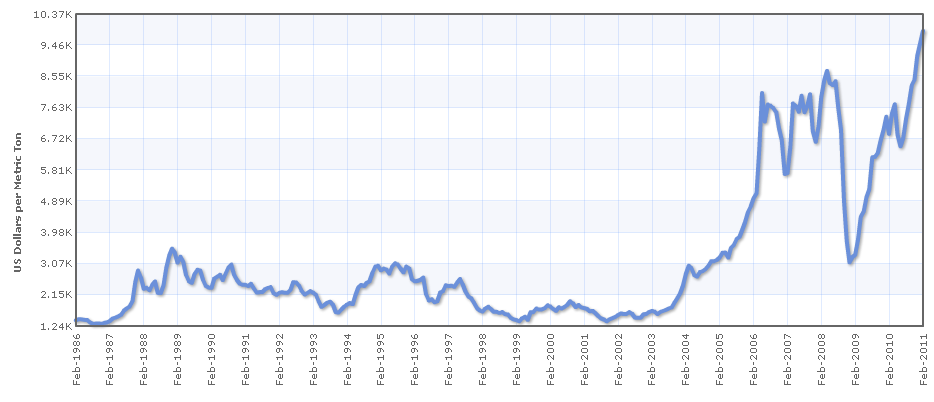
Preços globais do cobre de 1986 a 2011

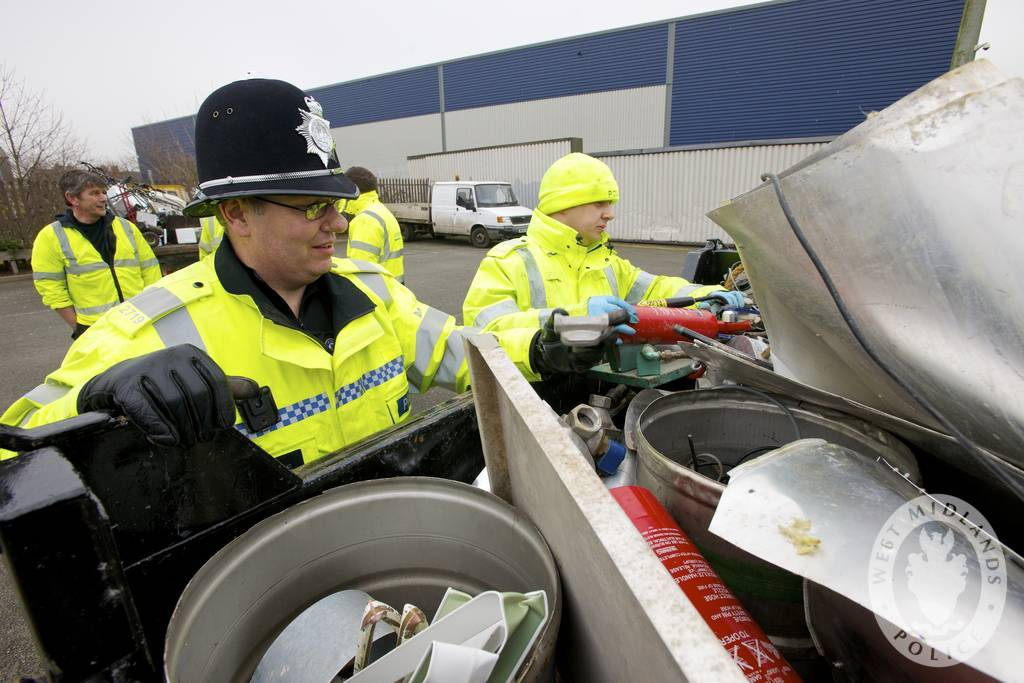
Polícia verifica uma van de sucata em busca de itens questionáveis (Reino Unido)

A sucata de metal aumentou drasticamente de preço nos últimos anos. Em 2001, a sucata ferrosa foi vendida por US$ 77 a tonelada, aumentando para US$ 300/t em 2004. Em 2008, atingiu quase US$ 500/t.
Alguns políticos e policiais concluíram que muitos roubos de metal são feitos por viciados em drogas que roubam metal para financiar seus vícios. Alguns funcionários acreditam que muitos desses roubos de metal relacionados a drogas são causados por usuários de metanfetamina; no entanto, isso varia de acordo com a localização do metal que está sendo roubado. Outra explicação para o fenômeno é o preço extraordinariamente alto dos metais não ferrosos, juntamente com níveis elevados de desemprego. Independentemente do motivo, a industrialização das nações em desenvolvimento ajuda a aumentar a demanda por sucata.

## Impacto econômico
Em 2014, somente nos Estados Unidos, o furto de metais custou à economia norte-americana US$ 1 bilhão anualmente, de acordo com estimativas do Departamento de Energia. Em 2008, foi estimado que a África do Sul perdeu aproximadamente 5 bilhões de Rand anualmente devido ao roubo de metais. Em 2008, o roubo de metais foi o crime de crescimento mais rápido no Reino Unido, com os danos anuais à indústria estimados em £360 milhões. Os ladrões frequentemente causam danos muito superiores ao valor que recuperam ao vender metal roubado como sucata. Por exemplo, os ladrões que tiram canalizações de cobre e fios elétricos das casas tornam as residências inabitáveis sem reparos caros e demorados.

## Prevenção
Exigir que os compradores de sucata registrem as identidades com foto dos vendedores de sucata e registrem as transações pode reduzir a taxa de furto de metal. Pagar os vendedores de sucata com formas que não sejam dinheiro vivo pode reduzir a taxa de roubo de metal e deixa registros que podem ser investigados pela polícia. Os comerciantes de sucata podem se recusar a aceitar certos itens comumente roubados, como tampas de bueiros, placas de rua, unidades de ar condicionado e componentes de trilhos de trem, a menos que o vendedor possa provar a propriedade legítima. Restrições sobre alguns itens também foram tornadas lei.